# Milorad Mažić
Milorad Mažić (Vrbas, Sèrbia, 23 de març de 1973) és un àrbitre de futbol i administrador serbi.

## Trajectòria
El dia 1 de gener de 2009, va debutar professionalment a l'Associació de Futbol de Sèrbia (FSS) arbitrant els partits de la SuperLliga Sèrbia (Primera divisió del país). Pocs mesos després, al maig, va ser convocat per la Unió d'Associacions de Futbol Europees (UEFA) per participar en la fase final del Campionat d'Europa Sub-17 que es va celebrar a Alemanya. Aquí hi dirigí dos partits de la fase de grups i una semifinal. Al mes d'agost va arbitrar un partit amistós entre la Montenegro contra la de Gal·les i a l'octubre un partit de la classificació per a la Copa del Món de Futbol de 2010.
El setembre de 2010 va arbitrar per primera vegada un partit de la Lliga Europea de la UEFA en la fase de grups durant un partit decisiu entre el Liverpool FC i l'AC Sparta Praha.
El juny de 2011 va ser convocat per la UEFA per arbitrar les finals de l'Eurocopa Sub-21 de 2011 on va dirigir dos partits de la fase de grups i el partit pel tercer lloc. Durant la Lliga Europea de la UEFA 2011-12, destacà per haver dirigit un total de 8 partits.
L'abril de 2012 va ser introduït per la FIFA en una llista de 52 àrbitres preseleccionats per al mundial de 2014. El setembre de 2012 va debutar en la fase de grups de la Lliga de Campions de la UEFA, arribant a dirigir un partit de la primera ronda entre el Futbol Club Barcelona i l'FC Spartak de Moscou.
L'abril de 2013 fou designat per primera vegada per a les semifinals de l'Europa League, dirigint el partit d'anada i tornada entre el Fenerbahçe SK i l'Sport Lisboa e Benfica. Seguidament al mes de juny va ser designat per la FIFA per arbitrar per primera vegada amb la Selecció de futbol de Sèrbia a la Copa del Món de futbol sub-20 de 2013 celebrada a Turquia, dirigint un partit de la fase de grups i de vuitens de final. Al novembre la comissió d'arbitratge de la FIFA el va designar per arbitrar el partit de tornada a la segona ronda entre la Selecció de futbol de Romania i la de Grècia.
El març de 2013, la FIFA el va incloure en la llista de 52 àrbitres candidats per la Copa del Món de Futbol de 2014 al Brasil. El gener de 2014, la FIFA el va incloure a la llista definitiva d'àrbitres pel mundial.